# سنتو استفانو دی سسانیو
سنتو استفانو دی سسانیو (به ایتالیایی: Santo Stefano di Sessanio) یک کومونه در ایتالیا است که در استان لاکویلا واقع شده‌است.

## خصوصیات
سنتو استفانو دی سسانیو ۳۳٫۱۴ کیلومترمربع مساحت و ۱۱۷ نفر جمعیت دارد و ۱٬۲۵۰ متر بالاتر از سطح دریا واقع شده‌است.